# Сходи кохання
Сходи кохання (крим. Sevgi merdiveni) — один із символів Сімферополя, знаходиться в Київському районі, на східній околиці історичного центру міста.

## Опис
Сходи спускаються з вулиці Студентської в Старому місті до вулиці Воровського. Усього тут налічується 136 ступенів. Вже багато років перебувають у занедбаному стані.
Існує повір'я: якщо молодик перенесе на руках кохану вгору по всіх сходах, вони все життя житимуть у міцному союзі. Традиція писати на сходах сходи любовні зізнання виникла вже за радянських часів.
З майданчика перед сходами відкривається чудовий краєвид на місто. Ця найвища точка у центрі Сімферополя.

## Історія
Вік сходів становить понад 800 років. У середньовіччі сходи були дозорним пунктом — з них відкривався вид на долину річки Салгир. Звідси жителі торгово-ремісничої частини міста Акмесджит могли швидко спускатися до річки та досягти її правого берега.

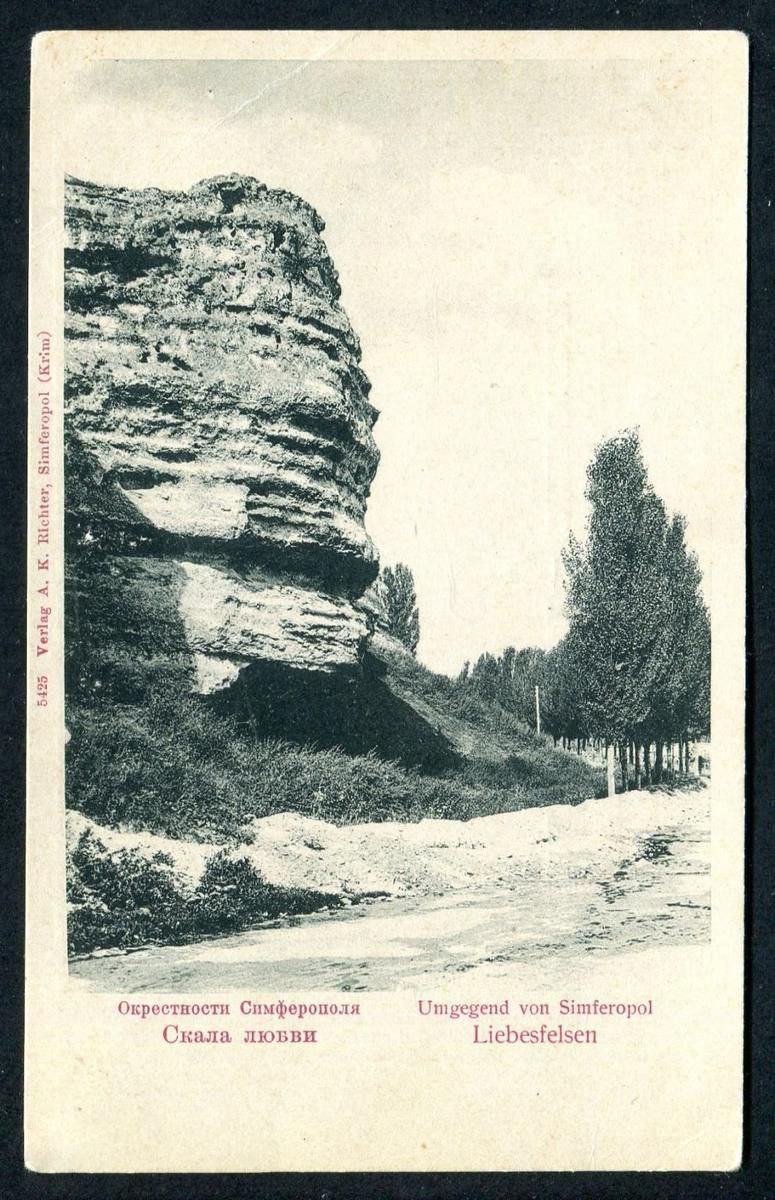
Поштівка зі скелею кохання, Сімферополь

Сходи давали можливість доставки інформації, служили укриттям від небажаних очей. У своєму первісному варіанті сходи мало чим відрізнялися від багатьох сходів, створених у кримських горах, і являли собою безліч сходів, вирубаних у скелі для зручності пересування.
Під час Перших визвольних змагань на Кая-Баш, куди вели сходи, знаходився спостережний пункт більшовиків.
«Сходами кохання» її стали називати наприкінці XIX — на початку XX століть. Але звідки взялася ця назва — невідомо. У цей час вона впорядковується. Стерті століттями щаблі заливають бетоном, влаштовуються підпірні стіни, що зміцнюють схил, огорожу.
Неподалік сходів у районі автозаправки на вулиці Воровського знаходиться природне скельне утворення, що називається на старих листівках Сімферополя «Скеля кохання». Очевидно, ця назва прийшла до нас із середньовіччя, коли шлюби укладалися з волі батьків, без урахування думки нареченого та нареченої. Швидше за все, з цією скелею пов'язана до нашого часу драматична історія, що не дійшла, або нерозділеного кохання, або небажання розлучитися з коханим або коханою. Так чи інакше назва скелі територіально пов'язана зі сходами і, швидше за все, дала їй назву.
У 2007 році мерія міста Сімферополя розпочинає першочергові роботи з благоустрою сходів та її відновлення. На схилі влаштовується освітлення, розчищаються чагарники дикорослих дерев та чагарника. Відкриття сходів відбулося у День Святого Валентина.